# João Marcos Coelho da Silva
João Marcos Coelho da Silva, mais conhecido simplesmente como João Marcos (Botucatu, 1 de junho de 1953 - Botucatu, 2 de abril de 2020), foi um futebolista brasileiro que atuava como goleiro.
Foi o 16º goleiro a atuar mais vezes pelo Palmeiras, com 82 jogos.

## Carreira

### Clubes
Inicialmente, praticava vôlei, antes de chegar ao futebol. Após atuar pelo juvenil da Associação Atlética Botucatuense (AAB), transferiu-se ao Guarani, onde foi lançado ao profissional em 1971. Aos 18 anos, era o reserva imediato de Tobias no clube.
Na época em Campinas, cursou Educação Física na PUC Campinas.
Sem muitas chances no Bugre, transferiu-se em 1974 para o América de São José de Rio Preto; e em 1975 para o São Bento de Sorocaba, por empréstimo. Na equipe, ganhou o apelido de “João do Pênalti” – em alusão ao atleta João do Pulo – após defender quatro cobranças em um intervalo de dez dias.
Em 1976, foi transferido para o Noroeste de Bauru. No clube, recebeu o novo apelido “São João Marcos” e conquistou a titularidade da meta alvirrubra na única vez que o time disputou a primeira divisão do Campeonato Brasileiro, em 1978.
Em dezembro de 1980, foi contratado pelo Palmeiras por 9 milhões de cruzeiros. Estreou no clube em 11 de janeiro de 1981, contra o América de Rio Preto.
Pelo clube, que defendeu até 1983, atuou em 81 jogos e foi campeão do Torneio Seletivo Taça de Prata de 1981.
Após vencer a Libertadores de 1983, o Grêmio pagou 90 milhões de cruzeiros ao Palmeiras para contar com João Marcos em sua equipe.
No ano seguinte, o goleiro foi titular absoluto do Tricolor Gaúcho, chegando à final da Copa Libertadores de 1984. Naquele ano, chegou a ficar 875 minutos sem sofrer gol.
Em 1985, manteve seu bom futebol, mas acabou perdendo espaço com o retorno do goleiro Mazarópi, que estava emprestado ao Náutico.
Pelo clube, disputou 69 jogos e foi bicampeão gaúcho (1985 e 1986).
Em um Grenal, após uma trombada dentro da área, seu ombro saiu do lugar, João soltou a bola e o centroavante Kita marcou o gol do Internacional.
João tentou retomar sua carreira em 1986, no Novorizontino, após operar o ombro machucado, mas ficou por apenas dois meses e atuou em quatro partidas. João aposentou-se em 1986, aos 33 anos, por causa das contusões no ombro esquerdo, que o perseguiam desde a época do Palmeiras.

### Seleção Brasileira
Pela Seleção Brasileira, recebeu suas primeiras convocações, em 1983, pelo então técnico Carlos Alberto Parreira. Convocado, foi reserva na Copa América de 1983.
No ano seguinte voltou a ser chamado pelo técnico Eduardo Antunes Coimbra para defender a Seleção, atuando em uma única partida com a camisa amarelinha, em um jogo contra a seleção do Uruguai, em Curitiba, vencendo pelo placar de 1 a 0.
No total, João Marcos foi chamado em quinze convocações.

## Títulos
Grêmio
- Campeonato Gaúcho: 1985 e 1986

### Outras Conquistas
Palmeiras
- Torneio Seletivo Taça de Prata: 1981

## Vida pessoal
João Marcos foi casado e tinha três filhos.
Em 2004, recebeu uma moção de aplausos da Câmara Municipal de Botucatu.
No dia 15 de agosto de 2010, em uma entrevista ao jornalista esportivo Milton Neves, o ex-goleiro afirmou que tinha problemas com alcoolismo.
O atleta teve sua trajetória retratada pelo livro “A maior de todas as defesas – a história de vida do ex-goleiro João Marcos dentro e fora do futebol”, de autoria do jornalista Érick Facioli, lançado em 2016.
Morte
João morreu aos 66 anos, em 2 de abril de 2020, devido a complicações no esôfago. Estava internado no Hospital da Unesp em Botucatu.